# Yuri Dzivielevski
Yuri Martins Dzivielevski (* 27. November 1991) ist ein professioneller brasilianischer Pokerspieler. Der vierfache Braceletgewinner der World Series of Poker führte für 40 Wochen die Onlinepoker-Weltrangliste an.

## Pokerkarriere

### Online
Dzivielevski spielt seit Januar 2010 Onlinepoker. Er nutzt die Nicknames theNERDguy (PokerStars), jaimelavocat (Winamax), shitakemushu (888poker), xitaquemuxu (partypoker) und samadhii (iPoker). Auf Full Tilt Poker spielte er als xyuridzix, bei GGPoker nutzt er seinen echten Namen. Auf der Plattform PokerStars hat er sich mit Turnierpoker über 8 Millionen US-Dollar erspielt, u. a. gewann er dort vier Turniere der World Championship of Online Poker. Insgesamt lagen seine Online-Turniergewinne im Dezember 2021 bei knapp 14,5 Millionen US-Dollar, womit er zu den erfolgreichsten Spielern zählt. Vom 8. bis 28. Oktober 2014 stand der Brasilianer erstmals für 3 Wochen auf Platz eins des PokerStake-Rankings, das die erfolgreichsten Onlinepoker-Turnierspieler weltweit listet. Vom 17. Dezember 2014 bis 20. Januar 2015 hatte er die Position erneut für 5 Wochen inne. Vom 24. März bis 2. November 2021 war Dzivielevski für 32 Wochen in Serie abermals Führender.
Anfang August 2020 setzte er sich bei einem in Pot Limit Omaha ausgetragenen Turnier der aufgrund der COVID-19-Pandemie auf GGPoker ausgespielten World Series of Poker Online (WSOPO) durch und erhielt mehr als 220.000 US-Dollar sowie sein zweites Bracelet. Bei der WSOPO 2023 gewann der Brasilianer die Pot-Limit Omaha Championship und wurde mit knapp 370.000 US-Dollar sowie seinem vierten Bracelet prämiert.

### Live
Seine erste Geldplatzierung bei einem Live-Turnier erzielte Dzivielevski im April 2010 in Florianópolis. Anfang August 2011 belegte er beim Main Event der Brazilian Series of Poker in São Paulo den zweiten Platz und erhielt umgerechnet rund 110.000 US-Dollar. Im Jahr 2013 war der Brasilianer erstmals bei der World Series of Poker (WSOP) im Rio All-Suite Hotel and Casino am Las Vegas Strip erfolgreich und kam bei zwei Turnieren der Variante No Limit Hold’em in die Geldränge. Ende November 2015 gewann er das Main Event der Latin American Poker Tour in São Paulo mit einer Siegprämie von umgerechnet rund 175.000 US-Dollar. Bei der WSOP 2019 entschied Dzivielevski ein Event mit gemischten Varianten für sich und sicherte sich den Hauptpreis von mehr als 200.000 US-Dollar sowie ein Bracelet. Anschließend erreichte er im Main Event den siebten Turniertag und schied dort auf dem mit über 260.000 US-Dollar dotierten 28. Platz aus. Ende April 2022 gewann der Brasilianer bei der European Poker Tour in Monte-Carlo ein eintägiges High-Roller-Event und sicherte sich nach einem Deal mit Daniel Dvoress ein Preisgeld von rund 450.000 Euro. Bei der WSOP 2022, die erstmals im Bally’s Las Vegas und Paris Las Vegas ausgespielt wurde, belegte Dzivielevski bei der Poker Player’s Championship den zweiten Rang und erhielt seine bislang höchste Auszahlung von knapp 900.000 US-Dollar. Im September 2022 kam er bei zwei Turnieren der Triton Poker Series im nordzyprischen Kyrenia in die Geldränge und sicherte sich Preisgelder von knapp 1,4 Millionen US-Dollar. Bei der WSOP 2023 gewann der Brasilianer in der gemischten Variante H.O.R.S.E. sein drittes Bracelet sowie den Hauptpreis von mehr als 200.000 US-Dollar.
Insgesamt hat sich Dzivielevski mit Poker bei Live-Turnieren mehr als 6 Millionen US-Dollar erspielt und ist damit der erfolgreichste brasilianische Pokerspieler.

### Braceletübersicht
Dzivielevski kam bei der WSOP 102-mal ins Geld und gewann vier Bracelets:
| Jahr   | Buy-in (in $) | Turnier                                                          | Teilnehmer | Preisgeld (in $) |
| ------ | ------------- | ---------------------------------------------------------------- | ---------- | ---------------- |
| 2019 O | 02.500        | Mixed Omaha Hi/Lo 8 or Better, Seven Card Stud Hi/Lo 8 or Better | 0401       | 213.750          |
| 2020 O | 00.400        | GGPoker.com – Plossus                                            | 4356       | 221.556          |
| 2023 O | 01.500        | H.O.R.S.E.                                                       | 0836       | 207.688          |
| 2023 O | 10.000        | GGPoker.com – Pot-Limit Omaha Championship                       | 0153       | 368.342          |